# Меєндорфська осциляція
Меєндорфська осциляція, меєндорфське міжсезоння, меєндорфський інтерстадіал або меєндорфське потепління — перший інтерстадіальний період в кліматичній історії Північної Європи після Віслінського льодовикового максимуму, базова стратиграфічна подія для пізнього Віслінського зледеніння. Серед рослинності переважала чагарникова, тундрового типу, з відносно високою часткою сонцелюбних рослин (наприклад, вересу).
Меєндорфська осциляція змінилась найдавнішим дріасом. Згідно з хронологією донних відкладень в Мерфельдському маарі (Meerfelder Maar) вона тривала близько 12,45 — 11,8 Кілороків до Р. Х. по хронології донних відкладень,

## Назва і його історія
Період отримав назву від пилкового профілю з Меєндорфу — району Гамбурга, який є пересічною місцевістю даного періоду. Термін зафіксував Бурхард Менке, який спочатку використовував назву «мейендорфський інтервал», а пізніше перейменував його в «мейєндорфський інтерстадіал» (мейєндорфське міжсезоння).

## Характеристика
Початок мейєндорфського інтерстадіалу характеризується підвищеним вмістом пилку таких рослин, як карликова береза, верба, обліпиха крушиновидна, ялівець і полин. Досить велика частка сонцелюбних рослин. Межа з подальшим найдревніший дріас визначається зростанням пилку недеревних рослин після максимуму поширення обліпихи.
Типовий для даного періоду профіль був виявлений поблизу Глюзинга в Шлезвіг-Гольштейн. Таким чином, типовим регіоном для даного періоду є Шлезвіг-Гольштейн, хоча період також засвідчений поблизу Гамбурга, в Нижній Саксонії, Рейнланд-Пфальці і Бранденбурзі.